# Stazione di Urasa
La stazione di Urasa (浦佐駅?, Urasa-eki) è una stazione ferroviaria della città di Minamiuonuma, nella  prefettura di Niigata della regione del Koshinetsu utilizzata dai servizi Shinkansen e da alcune linee locali.

## Linee
- East Japan Railway Company
  - ■ Jōetsu Shinkansen
  - ■ Linea Jōetsu

### Binari
| 1    | ■ Linea Jōetsu      | Nagaoka, Niigata                  |
| 2・3 | ■ Linea Jōetsu      | 臨時ホーム                        |
| 4    | ■Linea Jōetsu       | Echigo-Yuzawa, Minakami, Takasaki |
| 11   | ■ Jōetsu Shinkansen | Nagaoka, Niigata                  |
| 12   | ■ Jōetsu Shinkansen | Echigo-Yuzawa, Takasaki, Tōkyō    |